# Rancourt (Vosges)
Rancourt és un municipi francès, situat al departament dels Vosges i a la regió del Gran Est. L'any 2007 tenia 67 habitants.

## Demografia

### Població
El 2007 la població de fet de Rancourt era de 67 persones. Hi havia 28 famílies, de les quals 8 eren unipersonals (4 homes vivint sols i 4 dones vivint soles), 8 parelles sense fills i 12 parelles amb fills.
La població ha evolucionat segons el següent gràfic:
Habitants censats

### Habitatges
El 2007 hi havia 33 habitatges, 27 eren l'habitatge principal de la família, 3 eren segones residències i 3 estaven desocupats. Tots els 32 habitatges eren cases. Dels 27 habitatges principals, 24 estaven ocupats pels seus propietaris, 2 estaven llogats i ocupats pels llogaters i 1 estava cedit a títol gratuït; 1 tenia una cambra, 3 en tenien tres, 8 en tenien quatre i 15 en tenien cinc o més. 16 habitatges disposaven pel capbaix d'una plaça de pàrquing. A 11 habitatges hi havia un automòbil i a 11 n'hi havia dos o més.

### Piràmide de població
La piràmide de població per edats i sexe el 2009 era:
| Homes | Edats   | Dones |
| ----- | ------- | ----- |
| 0     | 95 o +  | 0     |
| 0     | 90 a 94 | 0     |
| 0     | 85 a 89 | 4     |
| 4     | 80 a 84 | 0     |
| 0     | 75 a 79 | 4     |
| 0     | 70 a 74 | 0     |
| 4     | 65 a 69 | 4     |
| 0     | 60 a 64 | 0     |
| 4     | 55 a 59 | 0     |
| 0     | 50 a 54 | 0     |
| 0     | 45 a 49 | 0     |
| 8     | 40 a 44 | 0     |
| 0     | 35 a 39 | 8     |
| 0     | 30 a 34 | 0     |
| 4     | 25 a 29 | 0     |
| 0     | 20 a 24 | 0     |
| 4     | 15 a 19 | 0     |
| 0     | 10 a 14 | 4     |
| 0     | 5 a 9   | 4     |
| 0     | 0 a 4   | 0     |

## Economia
El 2007 la població en edat de treballar era de 43 persones, 33 eren actives i 10 eren inactives. De les 33 persones actives 28 estaven ocupades (19 homes i 9 dones) i 5 estaven aturades (2 homes i 3 dones). De les 10 persones inactives 2 estaven jubilades, 6 estaven estudiant i 2 estaven classificades com a «altres inactius».
Activitats econòmiques
L'any 2000 a Rancourt hi havia 8 explotacions agrícoles.

## Poblacions més properes
El següent diagrama mostra les poblacions més properes.